# Rogelio Esquivel Medina
Rogelio Esquivel Medina (* 18. Juni 1940 in Peribán de Ramos, Michoacán; † 20. Juni 2023 in Mexiko-Stadt) war ein mexikanischer römisch-katholischer Geistlicher und Weihbischof in Mexiko-Stadt.

## Leben
Rogelio Esquivel Medina studierte Philosophie und Katholische Theologie am Priesterseminar in Mexiko-Stadt. Am 13. September 1970 empfing Esquivel Medina das Sakrament der Priesterweihe für das Erzbistum Mexiko. Nach weiterführenden Studien erwarb er an der Päpstlichen Universität Gregoriana in Rom ein Lizenziat im Fach Katholische Theologie.
Esquivel Medina war zunächst als Pfarrvikar tätig. Außerdem leitete er das Gebetsapostolat im Erzbistum Mexiko und fungierte als stellvertretender Bischofsvikar der Pastoralregion VI. Später wirkte Esquivel Medina als Pfarrer der Pfarrei Esperanza de María en la Resurrección del Senor in Mexiko-Stadt und als Bischofsvikar der Pastoralregion VIII.
Am 27. Juni 2001 ernannte ihn Papst Johannes Paul II. zum Titularbischof von Garriana und zum Weihbischof in Mexiko-Stadt. Der Erzbischof von Mexiko-Stadt, Norberto Kardinal Rivera Carrera, spendete ihm sowie Francisco Clavel Gil und Jonás Guerrero Corona am 15. August desselben Jahres in der Basilika Unserer Lieben Frau von Guadalupe in Mexiko-Stadt die Bischofsweihe; Mitkonsekratoren waren der Apostolische Nuntius in Mexiko, Erzbischof Giuseppe Bertello, und der Bischof von Ecatepec, Onésimo Cepeda. Als Weihbischof war Esquivel Medina zudem Generalvikar und weiterhin Bischofsvikar für die Pastoralregion VIII. In der Mexikanischen Bischofskonferenz leitete er überdies das Organisationskomitee für die Weihe Mexikos an das Heiligste Herz Jesu und die Ausstellung der Reliquien der Heiligen Margareta Maria Alacoque.
Papst Benedikt XVI. nahm am 27. Juni 2008 das vorzeitige Rücktrittsgesuch von Rogelio Esquivel Medina an. Später war er in einer Pfarrei im Bistum Xochimilco tätig, wo er im Juni 2023 starb. Er wurde auf dem Friedhof Panteón Español in Mexiko-Stadt beigesetzt.